# Дика юність (фільм)
«Дика юність» (англ. Wild Youth) — американська драма режисера Джорджа Мелфорда 1918 року.

## У ролях
- Луїз Гафф — Луїза Мазарін
- Теодор Робертс — Джойл Мазарін
- Джек Мулголл — Орландо Гіз
- Джеймс Круз — Лі Чо
- Аделе Фаррінгтон — мати Орландо
- Чарльз Огл — лікар